# Tony Rölke
Tony Rölke (* 22. Januar 2003 in Berlin) ist ein deutscher Fußballspieler.

## Karriere

### Verein
Nach seinen Anfängen in der Jugend des FC Stern Marienfelde wechselte er im Sommer 2015 in die Jugendabteilung von Hertha BSC. Für seinen Verein bestritt er 18 Spiele in der B-Junioren-Bundesliga Nord/Nordost und 16 Spiele in der A-Junioren-Bundesliga Nord/Nordost, bei denen ihm insgesamt 24 Tore gelangen. Im Sommer 2022 wurde er in den Kader der zweiten Mannschaft in der Regionalliga Nordost aufgenommen, kam aber unter Pál Dárdai auch zu seinem ersten Profieinsatz in der Bundesliga, als er am letzten Spieltag beim 2:1-Auswärtssieg gegen den VfL Wolfsburg in der Schlussphase eingewechselt wurde. Zu diesem Zeitpunkt stand der Abstieg der Berliner in die 2. Bundesliga bereits fest.
Während der Sommervorbereitung 2023 wurde er jedoch nicht mit in das Trainingslager der Profis genommen. Somit begann Rölke die Saison 2023/24 bei der zweiten Mannschaft. Nach 14 Spielen ohne Treffer stand er Anfang Dezember 2023 erstmals in der 2. Bundesliga im Spieltagskader, ohne jedoch eingewechselt zu werden. Rölke beendete die Spielzeit mit 25 Regionalligaeinsätzen ohne Torerfolg. Am letzten Spieltag der 2. Bundesliga wurde er zudem im Laufe der zweiten Halbzeit eingewechselt.
Im Juli wechselte er zum niederländischen Zweitligisten SC Cambuur.

### Nationalmannschaft
Rölke bestritt in den Jahren 2019 und 2020 für die U17 und U18 des DFB insgesamt drei Spiele, bei denen ihm zwei Tore gelangen.

## Titel
- Meister der A-Junioren-Bundesliga Nord/Nordost: 2022